# Hyadesia glynni
Hyadesia glynni is een mijtensoort uit de familie van de Hyadesiidae. De wetenschappelijke naam van de soort is voor het eerst geldig gepubliceerd in 1963 door Manson.